# Marija Timofejewna Schubina
Marija Timofejewna Schubina (russisch Мария Тимофеевна Шубина; * 8. Mai 1930 in Protasowo, Rajon Itschalki, Mordwinien; † 20. April 2025) war eine sowjetische Kanutin. Sie gewann eine olympische Goldmedaille und vier Weltmeistertitel.

## Leben
Ihre erste internationale Medaille erhielt Schubina bei den Weltmeisterschaften 1958, als sie im Zweier-Kajak zusammen mit Nina Grusinzewa vor dem zweiten sowjetischen Boot mit Antonina Seredina und Jelisaweta Kislowa gewann. 1959 siegten bei den Europameisterschaften Seredina und Kislowa vor Schubina und Grusinzewa. Bei den Olympischen Spielen 1960 in Rom gewann Schubina mit Seredina im Zweier, mit 1,9 Sekunden Vorsprung auf die Westdeutschen Therese Zenz und Ingrid Hartmann, die olympische Goldmedaille.
1963 gewann Schubina bei den Weltmeisterschaften in Jajce den Wettbewerb im Einer-Kajak vor Ljudmila Chwedossjuk, im Zweier belegten die beiden sowjetischen Kanutinnen den zweiten Platz hinter den Westdeutschen Roswitha Esser und Annemarie Zimmermann. Im erstmals bei Weltmeisterschaften ausgetragenen Vierer-Kajak siegte die sowjetische Crew mit Walentina Bizak, Chwedossjuk, Schubina und Seredina.
1965 gewann Chwedossjuk bei den Europameisterschaften im Einer vor Seredina. Im Zweier siegten Seredina und Schubina vor Chwedossjuk und Nadeschda Lewtschenko, den Wettbewerb im Vierer gewannen die vier Kanutinnen gemeinsam. Bei den Weltmeisterschaften 1966 in Ost-Berlin belegten Schubina und Seredina im Zweier den zweiten Platz hinter dem Boot aus der DDR. Im Vierer gewannen Schubina, Seredina, Pinajewa-Chwedossjuk und Lewtschenko. In der gleichen Besetzung siegte der Vierer ein Jahr später auch bei den Europameisterschaften 1967.